# 壇鏡の滝
壇鏡の滝（だんぎょうのたき）は、隠岐諸島の島後島（島根県隠岐郡隠岐の島町）にある横尾山を源流とする那久川の滝である。
日本の滝百選に選定されているほか、滝からほど近い水源の湧水は壇鏡の滝湧水として、1985年（昭和60年）名水百選に選ばれた。また、日本の秘境100選や隠岐ジオパークを代表的する滝である。

## 概要
岩壁に立つ壇鏡神社の両側に落差約40mの雄滝と雌滝があり、雄滝は滝を裏側から見ることのできる「裏見の滝」となっている。
地元では、長寿の水、勝者（女神）の水、火難防止の水として名が知られており、島の行事に出場する関係者は必ずこの水で清めて行事に臨む慣習が続いている。 

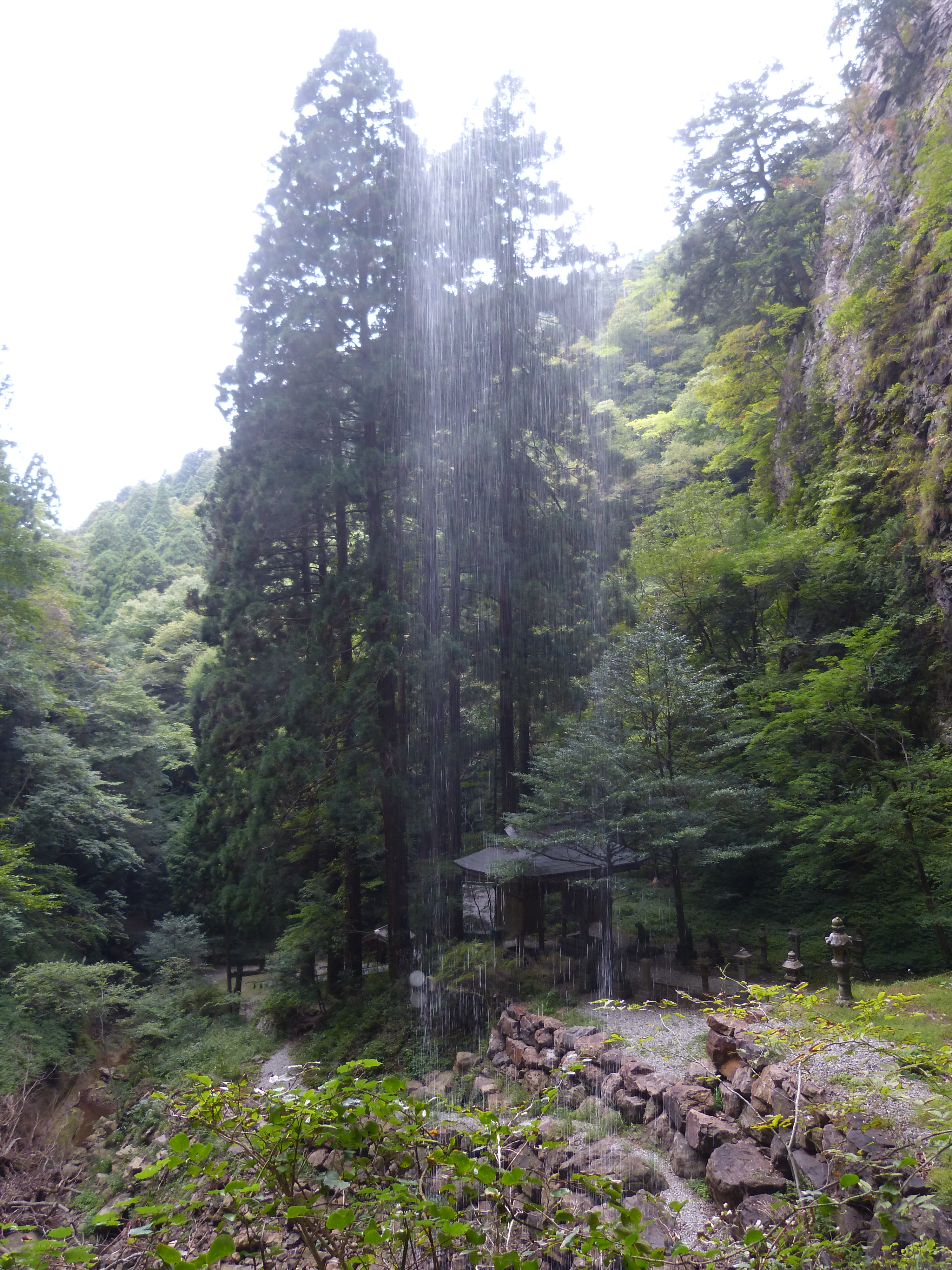
裏から見る雄滝

## 参考・ 脚注
- 日本の滝100選 講談社 ISBN 978-4062050456

1. ↑  名水百選（壇鏡の滝湧水） - 名水百選 Archived 2011年9月26日, at the Wayback Machine. - 環境省